# Liri Gega
Liri Gega (Gjirokastra, 1917 - Tirana, 1956) fue una política albanesa, la cual fue miembro del Grupo Comunista de Shkodër (llamado también Grupo de Kumanovo), miembro del Partido Comunista de Albania, partisana y miembro del buró político.
Gega está incluida en la lista compilada por el Instituto de Estudio de los Crímenes y Consecuencias Comunistas, que incluye a los participantes que tienen responsabilidad directa por los crímenes del Partido del Trabajo de Albania y el Ejército de Liberación Nacional, siendo, de acuerdo con la Ley N.º 10. 41, miembros de estructuras políticas y militares «que hayan inspirado, organizado, ordenado, ejecutado o ayudado a fuerzas partidistas en actos criminales».

## Biografía
Nació en Gjirokastra, la única niña de los cuatro hijos de Faith y Asije. Su padre, Beso Gega, era un farmacéutico educado en el extranjero, fue elegido y se desempeñó como alcalde de Gjirokastra.
Estudió en Tirana en el Instituto Pedagógico Reina Madre, donde completó sus estudios en 1935. Fue a la escuela en Italia con una beca estatal, matriculado en la Facultad de Historia de la Universidad de Roma. Dejó la escuela, regresó a Albania y comenzó a trabajar en el ahora renombrado Instituto Donika Kastrioti.
En 1941, Liri Gega era miembro del Grupo Comunista de Shkodër, donde Fiqreta Sanxhaktari y Nexhmije Xhuglini también estaban involucradas. A partir de 1941 fue miembro del Comité Central del Partido Comunista. Después de dejar la montaña, se convirtió en miembro del Estado Mayor del Ejército de Liberación Nacional albanés y luchó con la I Brigada de Ataque en Maqellarë, comandada por Dali Ndreu, después de que Mustafa Gjinishi fue asesinado.
En 1946 se casó con Dali Ndreun, uno de los militares más veteranos de la época. De 1945 a 1948 fue miembro de la Asamblea y una de las principales líderes de la Organización de Mujeres Albanesas.
Gega fue expulsado del Politburó y del partido en 1944 en una guerra de facciones con Xoxe. Trabajó como maestra de primaria en el colegio 17 de noviembre. En 1956 se informó que estaba trabajando como maestra cerca de Fier. En 1956 fue arrestada bajo acusación de ser una agente yugoslava.
En diciembre de 1956, Liri Gega, junto con su marido, Dali Ndreu, fueron fusilados por sentencia de un juicio irregular. Algunas fuentes apuntan a que Gega estaba embarazada en el momento de su ejecución.
Con la condena de Liri Gega en 1956, se emitió la evidencia de su fonograma, Liri Gega anunció por parte del obispo «que la tarea estaba hecha», es decir, Gjinishi fue asesinado, una acusación que se unió a otros cargos que llevaron a que le dispararan con su esposo, Dali Ndreun.